# Campsea Ashe
Campsea Ashe lub Campsey Ash – wieś i civil parish w Anglii, w hrabstwie Suffolk, w dystrykcie East Suffolk. Leży 21 km na północny wschód od miasta Ipswich i 128 km na północny wschód od Londynu. W 2011 roku civil parish liczyła 375 mieszkańców. Campsea Ash jest wspomniana w Domesday Book (1086) jako Campese(i)a/Capeseia.